# Суздальцев, Юрий Александрович
Ю́рий Александрович Су́здальцев (16 ноября 1945, Астрахань) — советский пловец, участник Олимпийских игр 1968 года. Мастер спорта СССР международного класса.

## Карьера
На Олимпиаде в Мехико Суздальцев выступал в комбинированной эстафете 4×100 метров, участвуя в предварительном заплыве. В финале советские пловцы заняли третье место, но тогда участникам предварительных заплывов медали не вручались. В плавании на 100 метров баттерфляем Юрий Суздальцев стал 6-м.